# Persone di nome Sante
| Questa pagina contiene informazioni ricavate automaticamente dalle voci biografiche con l'ausilio del template Bio e di un bot. L'aggiornamento è periodico e automatico e ricostruisce completamente la pagina. Se manca una persona in questa lista, sei pregato di non aggiungerla, ma accertati piuttosto che la sua voce biografica contenga il template Bio e che i dati anagrafici siano correttamente compilati. Se il template Bio manca, inseriscilo tu stesso o, in alternativa, metti l'avviso {{tmp\|Bio}} che ne segnala la mancanza. Se i dati riportati sono sbagliati, correggi direttamente la voce biografica; le modifiche saranno visibili in questa lista entro pochi giorni. Per chiarimenti vedi il progetto antroponimi. La lista contiene solo le 61 persone che sono citate nell'enciclopedia e per le quali è stato implementato correttamente il template Bio. Pagina aggiornata al 7 apr 2025. |

Questa è una lista di persone presenti nell'enciclopedia che hanno il nome Sante, suddivise per attività principale.

## Anarchici(1)
- Sante Caserio, anarchico italiano (Motta Visconti, n. 1873 - Lione, † 1894)

## Arcieri(1)
- Sante Spigarelli, arciere italiano (Sigillo, n. 1943)

## Artigiani(1)
- Sante Mingazzi, artigiano italiano (Ravenna, n. 1867 - Bologna, † 1922)

## Artisti(2)
- Sante Arduini, artista, pittore e incisore italiano (Urbino, n. 1938)
- Sante Monachesi, artista, pittore e scultore italiano (Macerata, n. 1910 - Roma, † 1991)

## Attori(1)
- Sante Calogero, attore e doppiatore italiano (Mili San Marco, n. 1928 - Messina, † 2005)

## Avvocati(1)
- Sante Viola, avvocato e storico italiano (Tivoli, n. 1773 - Tivoli, † 1838)

## Biblisti(1)
- Sante Pagnini, biblista e monaco cristiano italiano (Lucca, n. 1470 - Lione, † 1536)

## Calciatori(5)
- Sante Ancherani, calciatore, allenatore di calcio e dirigente sportivo italiano (Cotignola, n. 1882 - Roma, † 1971)
- Pietro Arcari, calciatore italiano (Casalpusterlengo, n. 1909 - Cremona, † 1988)
- Sante Begalli, calciatore italiano (Verona, n. 1931 - † 2008)
- Sante Crepaldi, ex calciatore italiano (Porto Tolle, n. 1957)
- Sante Sanguineti, calciatore e arbitro di calcio italiano

## Cantautori(1)
- Santino Rocchetti, cantautore italiano (Montalto di Castro, n. 1946)

## Cardinali(1)
- Sante Veronese, cardinale e vescovo cattolico italiano (Venezia, n. 1684 - Padova, † 1767)

## Chirurghi(1)
- Sante Solieri, chirurgo italiano (Cotignola, n. 1877 - Forlì, † 1949)

## Ciclisti su strada(4)
- Sante Carollo, ciclista su strada italiano (Montecchio Precalcino, n. 1924 - Thiene, † 2004)
- Sante Ciacci, ex ciclista su strada sammarinese (San Leo, n. 1941)
- Sante Ferrato, ciclista su strada italiano (Tribano, n. 1902 - † 1977)
- Sante Ranucci, ciclista su strada italiano (Montefiascone, n. 1933 - Scandicci, † 2023)

## Compositori(1)
- Sante Maria Romitelli, compositore e direttore d'orchestra italiano (Panicale, n. 1921 - Perugia, † 2004)

## Criminali(1)
- Sante Pollastri, criminale e anarchico italiano (Novi Ligure, n. 1899 - Novi Ligure, † 1979)

## Dirigenti d'azienda(1)
- Sante Ghedini, dirigente d'azienda italiano

## Disc jockey(1)
- Santos, disc jockey e produttore discografico italiano (Frosinone, n. 1971)

## Enologi(1)
- Sante Lancerio, enologo, geografo e storico italiano

## Filologi(1)
- Sante Graciotti, filologo e slavista italiano (Osimo, n. 1923 - Roma, † 2021)

## Fotografi(1)
- Sante D'Orazio, fotografo statunitense (New York, n. 1956)

## Generali(1)
- Sante Ceccherini, generale e schermidore italiano (Incisa in Val d'Arno, n. 1863 - Marina di Pisa, † 1932)

## Illustratori(1)
- Rino Albertarelli, illustratore e fumettista italiano (Cesena, n. 1908 - Milano, † 1974)

## Militari(5)
- Sante Dorigo, militare italiano (Farra di Soligo, n. 1892 - Treviso, † 1942)
- Sante Garibaldi, militare e imprenditore italiano (Roma, n. 1885 - Bordeaux, † 1946)
- Sante Neri, militare italiano (Mirandola, n. 1907 - Condino, † 1936)
- Sante Patussi, militare italiano (Tricesimo, n. 1915 - Mediterraneo orientale, † 1941)
- Sante Tani, militare e partigiano italiano (Rigutino, n. 1904 - Arezzo, † 1944)

## Nobili(1)
- Sante Bentivoglio, nobile (Poppi, n. 1424 - Bologna, † 1463)

## Operai(1)
- Sante Zennaro, operaio italiano (Grignano Polesine, n. 1933 - Terrazzano, † 1956)

## Pallanuotisti(1)
- Sante Marsili, pallanuotista italiano (Napoli, n. 1950 - Napoli, † 2024)

## Partigiani(2)
- Sante Bartolai, partigiano e presbitero statunitense (Highland Park, n. 1917 - Savoniero, † 1979)
- Sante Vincenzi, partigiano italiano (Parma, n. 1895 - Bologna, † 1945)

## Piloti motociclistici(1)
- Sante Geminiani, pilota motociclistico italiano (Lugo, n. 1919 - Circuito di Clady, † 1951)

## Pistard(1)
- Sante Gaiardoni, pistard e ciclista su strada italiano (Villafranca di Verona, n. 1939 - Motta Visconti, † 2023)

## Pittori(6)
- Sante Cancian, pittore e illustratore italiano (Castello Roganzuolo, n. 1902 - Treviso, † 1947)
- Sante Cattaneo, pittore italiano (Salò, n. 1739 - Brescia, † 1819)
- Sante Creara, pittore italiano (Verona - † 1630)
- Sante Peranda, pittore italiano (Venezia, n. 1566 - Venezia, † 1639)
- Sante Prunati, pittore italiano (Verona, n. 1656 - † 1728)
- Sante Vandi, pittore italiano (Bologna, n. 1653 - Loreto, † 1716)

## Poeti(1)
- Sante Pedrelli, poeta e sindacalista italiano (Longiano, n. 1924 - Roma, † 2017)

## Politici(3)
- Sante Brinati, politico e antifascista italiano (Serra San Quirico, n. 1900 - † 1975)
- Sante Perticaro, politico italiano (Trieste, n. 1958)
- Sante Zuffada, politico italiano (Borgo Littorio, n. 1944)

## Presbiteri(2)
- Sante da Cori, presbitero italiano (Cori, n. 1339 - Cori, † 1392)
- Sante della Valentina, presbitero e letterato italiano (n. 1748 - Venezia, † 1826)

## Psichiatri(1)
- Sante De Sanctis, psichiatra e psicologo italiano (Parrano, n. 1862 - Roma, † 1935)

## Religiosi(2)
- Sante Riccitelli, religioso e teologo italiano (Montereale - Montereale, † 1600)
- Sante da Urbino, religioso italiano (Montefabbri, n. 1343 - Mombaroccio, † 1394)

## Rivoluzionari(1)
- Sante Notarnicola, rivoluzionario, criminale e poeta italiano (Castellaneta, n. 1938 - Bologna, † 2021)

## Scultori(1)
- Sante Lombardo, scultore e architetto italiano (Venezia, n. 1504 - Venezia, † 1560)

## Sollevatori(1)
- Sante Scarcia, sollevatore italiano (Massafra, n. 1903 - Bari, † 1994)

## Storici(1)
- Sante Zirioni, storico, giornalista e scrittore italiano (Acquaviva delle Fonti, n. 1928 - Acquaviva delle Fonti, † 1994)

## Vescovi cattolici(1)
- Sante Lanucci, vescovo cattolico italiano (Mondavio, n. 1686 - Mondavio, † 1767)